# Justin (robot)

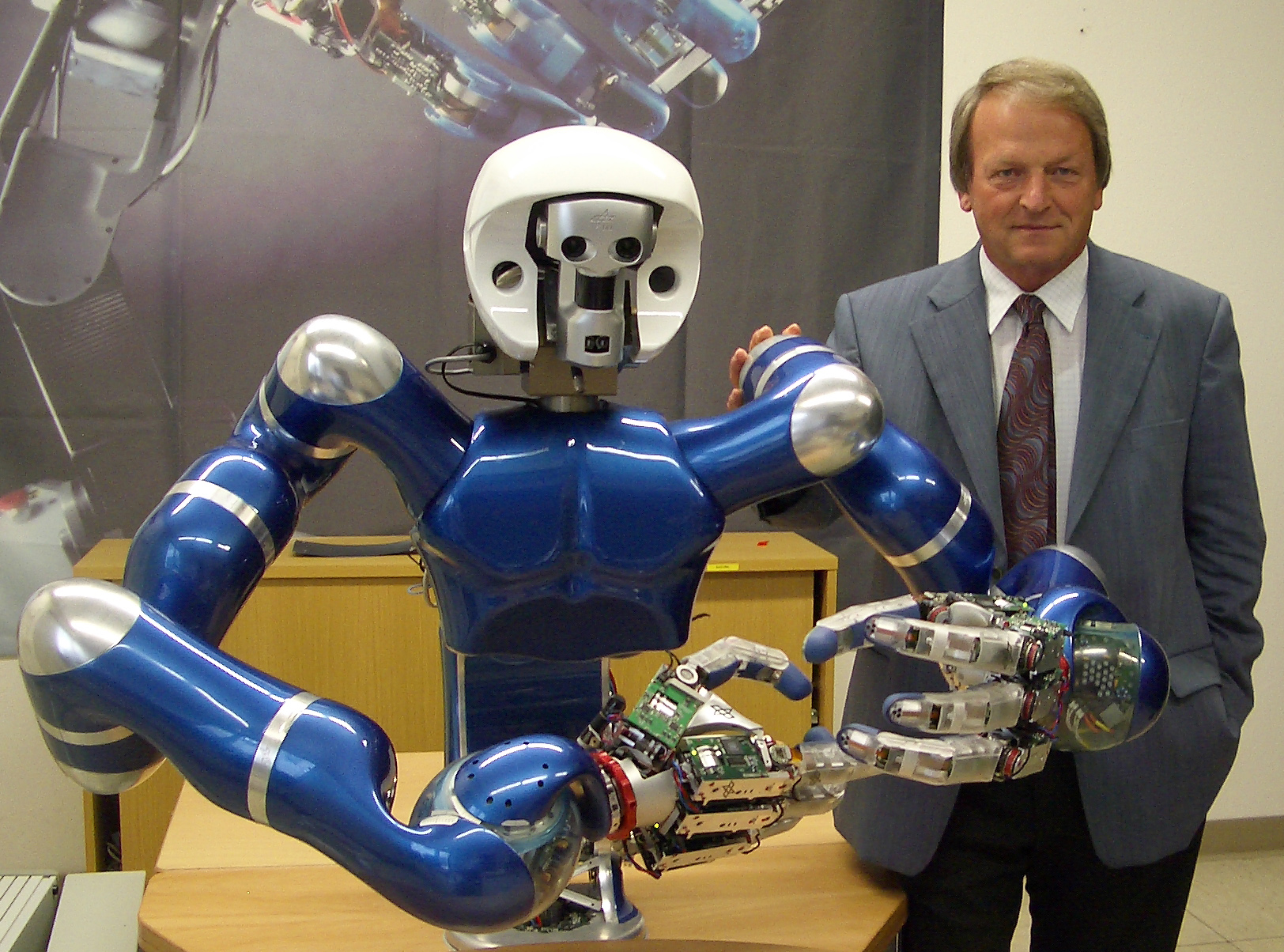
La partie supérieure de Justin et à droite, Gerhard Hirzinger.

Justin est un robot humanoïde développé par la Deutsches Zentrum für Luft- und Raumfahrt (DLR) contrôlable par téléprésence. En 2011 une mission est prévue endéans les deux ou trois ans pour permettre aux astronautes de piloter Justin depuis la Station spatiale internationale.